# Raya Dunayevskaya
Raya Dunayevskaya (en rus: Ра́я Шпи́гель) (Yaryshiv, 1 de maig de 1910 - Chicago, 9 de juny de 1987). Nascuda Raya Shpigel, més tard va ser Rae Spiegel, també coneguda pel pseudònim Freddie Forest, va ser la fundadora de la filosofia de l'humanisme marxista als Estats Units. Primer va treballar com a secretària de Lev Trotski, després es va separar d'ell i, finalment, va fundar l'organització News and Letters Comitès que va dirigir fins a la seva mort.

## Infància
D'ascendència jueva, Dunayevskaya va néixer Raya Shpigel a la Ucraïna actual i va emigrar als Estats Units (on el seu nom es va canviar a Rae Spiegel). Es va unir al moviment revolucionari en la seva infància.

## Militància política
Activa en l'organització juvenil del Partit Comunista dels Estats Units, va ser expulsada als 18 anys. L'any següent va trobar un grup de trotskistes independents a Boston, dirigit per Antoinette Buchholz Konikow, defensora del control de la natalitat i de l'avortament legal. A la dècada de 1930, va adoptar el nom de soltera de la seva mare, Dunayevskaya.
Sense permís de l'organització trotskista dels Estats Units, va anar a Mèxic el 1937 per servir com a secretària de llengua russa de Lev Trotski durant el seu exili allà.
Després de tornar a Chicago, el 1938, després de la mort del seu pare i germà, va trencar amb Trotsky el 1939 quan aquest va continuar mantenint que la Unió Soviètica era un "estat obrer" fins i tot després del pacte Molotov Ribbentrop. Es va oposar a qualsevol idea que implicàs que els treballadors haguessin de defensar aquell "estat obrer" aliat amb l'Alemanya nazi en una guerra mundial. Juntament amb teòrics com C. L. R. James i posteriorment Tony Cliff, Dunayevskaya va argumentar que la Unió Soviètica s'havia convertit en un "capitalisme d'estat". Cap al final de la seva vida, va afirmar que el que ella va anomenar "el meu veritable desenvolupament teòric" només va començar després del seu trencament amb Trotski.
El seu estudi simultani de l'economia russa i dels primers escrits de Marx (més tard coneguts com a manuscrits econòmics i filosòfics de 1844) va conduir a la seva teoria que l'URSS no només era una societat "capitalista d'estat", sinó que el "capitalisme d'estat" representava un nou escenari mundial. Gran part de la seva anàlisi inicial es va publicar a The New International entre 1942 i 1943.

## Workers Party
El 1940 va participar en l'escissió del Socialist Workers Party, que va conduir a la formació del Workers Party (WP), amb el qual compartia la discrepància respecte a la caracterització de Trotski de la Unió Soviètica com a "estat dels treballadors degenerat". Dins el WP, va formar la Johnson-Forest Tendency al costat de C. L. R. James (sent ella "Freddie Forest" i James "J.R. Johnson", nomenats així pels seus noms de militant). La tendència argumentava que la Unió Soviètica era "capitalista d'estat", mentre que la majoria de WP sostenia que era un estat burocràtic.

## Socialist Workers Party
Les diferències dins del Workers Party es van intensificar, i el 1947, després d'un breu període d'existència independent durant el qual van publicar una sèrie de documents, la tendència va tornar a les files del Socialist Workers Party. La seva pertinença al SWP es va basar en una insistència compartida que hi havia una situació prerevolucionària a la volta de la cantonada i la creença compartida que un partit leninista era necessari per aprofitar aquestes condicions.
El 1951, amb el fracàs de les expectatives, la tendència va desenvolupar una teoria que rebutjava el leninisme i considerava els treballadors com espontàniament revolucionaris. Aquest plantejament va trobar punts de suport en la vaga dels miners dels EUA el 1949. En els darrers anys, varen posar molt d'esment a l'automatització, especialment a la indústria de l'automòbil, que van arribar a veure com a paradigmàtica d'una nova etapa del capitalisme. Això va portar la tendència a abandonar el SWP de bell nou per iniciar un treball independent.
Després de més d'una dècada de desenvolupar la teoria del capitalisme estatal, Dunayevskaya va continuar l'estudi de la dialèctica hegeliana assumint una tasca que la tendència de Johnson-Forest s'havia fixat: explorant la filosofia de la ment de Hegel. El 1954 va iniciar una llarga correspondència amb el teòric crític, Herbert Marcuse, en el qual la dialèctica de la necessitat i la llibertat en Hegel i Marx es van convertir en un punt focal. Va avançar en una interpretació dels Absoluts d'Hegel sostenint que implicaven un doble moviment: un moviment de la pràctica que, al seu torn, és una forma de teoria i un moviment de la teoria fins a la filosofia. Considerava que aquestes lletres de 1953 eren "el moment filosòfic" des del qual fluïa tot el desenvolupament de l'humanisme marxista.

## Els News and Letters Committees
El 1953, Dunayevskaya es va traslladar a Detroit, on va viure fins al 1984. El 1954-1955 ella i C. L. R. James van participar en una escissió del SWP. El 1955 fundà la seva pròpia organització, News and Letters Comitès, i una publicació marxista-humanista, News and Letters, que continua publicant-se avui. El periòdic cobreix les lluites de les dones, l'alliberament dels treballadors, la defensa dels drets de les persones de color, gais, lesbianes, bisexuals i transsexuals i el moviment de drets per a les persones amb discapacitat, sense separar aquesta cobertura dels articles filosòfics i teòrics. L'organització es va dividir el 2008-20099 i es van formar els Marxistes-Humanistes dels Estats Units (que posteriorment es convertirien en l'Organització Internacional Marxista-Humanista).
Dunayevskaya va escriure el que es coneixia com la seva "trilogia de la revolució": "Marxisme i llibertat: des de 1776 fins avui" (1958), "Filosofia i revolució" (1973), i "Rosa Luxemburg, l'alliberament de les dones i la filosofia de la revolució de Marx" (1982). A més, va escollir i preparar una col·lecció d'escrits, publicada el 1985, "L'alliberament de la dona i la dialèctica de la revolució".
En l'últim any de la seva vida treballava en un nou llibre que havia titulat provisionalment, "Dialèctica de l'organització i la filosofia: el "partit" i les formes de l'organització nascuda de l'espontaneïtat".

## Llegat
Els discursos, cartes, publicacions, notes, enregistraments i altres articles de Raya Dunayevskaya es troben a la biblioteca Walter P. Reuther del Wayne State University de Detroit. Les còpies en microfilm de la col·lecció estan disponibles a l'Arxiu de la WSU Archives of Labor and Urban Affairs. Les guies de la col·lecció estan disponibles en els News and Letters Committees.

## Obra

### Trilogia de la Revolució
- Marxism and Freedom: From 1776 Until Today. [1958] 2000. Humanity Books. ISBN 1-57392-819-4.
- Philosophy and Revolution: from Hegel to Sartre and from Marx to Mao. Third ed. 1989. Columbia University Press. ISBN 0-231-07061-6. Traducció castellana: Siglo XXI, 2004
- Rosa Luxemburg, Women's Liberation, and Marx's Philosophy of Revolution. 1991. University of Illinois Press. ISBN 0-252-01838-9.

### Altres
- Women's Liberation and the Dialectics of Revolution: Reaching for the Future. 1996. Wayne State University Press. ISBN 0-8143-2655-2.
- The Marxist-Humanist Theory of State-Capitalism. 1992. News & Letters Committee. ISBN 0-914441-30-2.
- The Power of Negativity: Selected Writings on the Dialectic in Hegel and Marx. 2002. Lexington Books. ISBN 0-7391-0266-4. Image Arxivat 2008-02-27 a Wayback Machine.